# Дзидоликас, Кестутис-Йонас Петрович
Кестутис-Йонас Петрович Дзидоликас — советский хозяйственный деятель, кандидат технических наук.

## Биография
Родился в 1930 году в Йонуосе. Член КПСС с 1965 года.
Окончил Каунасский политехнический институт.
В 1958—1963 гг. — инженерный и руководящий работник, в 1963—1981 гг. — директор, в 1981—1990 гг. — генеральный директор производственного объединения «Станкостроительный завод имени Ф. Э. Дзержинского» в Каунасе Литовской ССР.
Заслуженный инженер Литовской ССР (1967).
Лауреат Государственной премии Литовской ССР (1971)
За создание и внедрение в производство комплекса особо точного оборудования для координатной обработки был в составе коллектива удостоен Государственной премии СССР в области науки и техники 1975 года.
Жил в Литве.

## Награды
- Орден Ленина (1986)
- Орден Октябрьской Революции (1981)
- Орден Трудового Красного Знамени (1976)
- Орден Знак Почёта (1965)